# یادداشت‌های تانجی هوکین
یادداشت‌های تانجی هوکین (به ژاپنی: 丹治峯均筆記 たんじほうきんひっき); زندگینامه میاموتو موساشی است که توسط تاچیبانا مینه‌هیرا ملازم خاندان کورودا در قلمرو فوکوئوکا، استاد مراسم چای ژاپنی و مربی هنرهای رزمی نیتن ایچی-ریو نوشته شده است.